# Mont-le-Vignoble
Mont-le-Vignoble és un municipi francès situat al departament de Meurthe i Mosel·la i a la regió del Gran Est. L'any 2007 tenia 408 habitants.

## Demografia

### Població
El 2007 la població de fet de Mont-le-Vignoble era de 408 persones. Hi havia 160 famílies, de les quals 30 eren unipersonals (17 homes vivint sols i 13 dones vivint soles), 58 parelles sense fills, 68 parelles amb fills i 4 famílies monoparentals amb fills.
La població ha evolucionat segons el següent gràfic:
Habitants censats

### Habitatges
El 2007 hi havia 173 habitatges, 157 eren l'habitatge principal de la família, 7 eren segones residències i 9 estaven desocupats. 166 eren cases i 6 eren apartaments. Dels 157 habitatges principals, 140 estaven ocupats pels seus propietaris i 18 estaven llogats i ocupats pels llogaters; 1 tenia dues cambres, 8 en tenien tres, 33 en tenien quatre i 115 en tenien cinc o més. 130 habitatges disposaven pel capbaix d'una plaça de pàrquing. A 52 habitatges hi havia un automòbil i a 98 n'hi havia dos o més.

### Piràmide de població
La piràmide de població per edats i sexe el 2009 era:
| Homes | Edats   | Dones |
| ----- | ------- | ----- |
| 0     | 95 o +  | 0     |
| 0     | 90 a 94 | 0     |
| 4     | 85 a 89 | 4     |
| 4     | 80 a 84 | 0     |
| 4     | 75 a 79 | 8     |
| 4     | 70 a 74 | 4     |
| 8     | 65 a 69 | 4     |
| 8     | 60 a 64 | 12    |
| 12    | 55 a 59 | 16    |
| 16    | 50 a 54 | 4     |
| 16    | 45 a 49 | 20    |
| 16    | 40 a 44 | 20    |
| 16    | 35 a 39 | 16    |
| 8     | 30 a 34 | 12    |
| 0     | 25 a 29 | 0     |
| 0     | 20 a 24 | 12    |
| 16    | 15 a 19 | 24    |
| 12    | 10 a 14 | 12    |
| 16    | 5 a 9   | 4     |
| 8     | 0 a 4   | 12    |

## Economia
El 2007 la població en edat de treballar era de 269 persones, 209 eren actives i 60 eren inactives. De les 209 persones actives 195 estaven ocupades (109 homes i 86 dones) i 13 estaven aturades (6 homes i 7 dones). De les 60 persones inactives 21 estaven jubilades, 18 estaven estudiant i 21 estaven classificades com a «altres inactius».

### Ingressos
El 2009 a Mont-le-Vignoble hi havia 153 unitats fiscals que integraven 397,5 persones, la mediana anual d'ingressos fiscals per persona era de 19.999 €.

### Activitats econòmiques
Dels 15 establiments que hi havia el 2007, 2 eren d'empreses extractives, 1 d'una empresa alimentària, 2 d'empreses de fabricació d'altres productes industrials, 2 d'empreses de construcció, 3 d'empreses de comerç i reparació d'automòbils, 3 d'empreses immobiliàries, 1 d'una entitat de l'administració pública i 1 d'una empresa classificada com a «altres activitats de serveis».
Dels 4 establiments de servei als particulars que hi havia el 2009, 2 eren lampisteries, 1 agència immobiliària i 1 saló de bellesa.
L'any 2000 a Mont-le-Vignoble hi havia 13 explotacions agrícoles.

## Equipaments sanitaris i escolars
El 2009 hi havia una escola elemental integrada dins d'un grup escolar amb les comunes properes formant una escola dispersa.

## Poblacions més properes
El següent diagrama mostra les poblacions més properes.